# José María Barrera (paramilitar)
José María Barrera más conocido por su alias Chepe Barrera(Galán, 14 de marzo de 1938- Sabana de Torres 2020) fue un exparamilitar colombiano.

## Biografía
Nacido en Galán (Santander). Su familia emigró a Magdalena en los años 80, donde fueron latifundistas y propietarios de embarcaciones. Su hijo llegó a ser diputado en 1992. A finales de los años 80, Barrera conformo un grupo paramilitar conocidos como "Los Cheperos" para responder a las extorsiones de las Fuerzas Armadas Revolucionarias de Colombia - Ejército del Pueblo (FARC-EP).
Lidero varios grupos paramilitares en el Magdalena Medio y Bolívar. En 1996, unió a su grupo de las Autodefensas del sur del Magdalena a las Autodefensas Unidas de Colombia (AUC). Cediendo parte de su poder al Bloque Norte de las AUC.Su grupo paramilitar estaba acusado de despojo de tierras, homicidios, masacres, extorsiones y amenazas.
Su grupo tenía presencia en 10 municipios y tiene registradas 281 víctimas en el Sistema de Información de Justicia y Paz.
Se desmovilizó de las AUC en 2004, junto a 47 paramilitares en Santa Ana (Magdalena), fue liberado en 2006.
Falleció tras ser arrollado por una motocicleta.